# Oplisa japonica
Oplisa japonica är en tvåvingeart som beskrevs av Thomas Pape och Hiromu Kurahashi 1994. Oplisa japonica ingår i släktet Oplisa och familjen gråsuggeflugor. Inga underarter finns listade i Catalogue of Life.